# Țipar electric
Țiparul electric sau anghila electrică (Electrophorus electricus) este un pește răpitor bentopelagic, din familia gimnotide (Gymnotidae), de culoare uniformă închisă, măslinie, cu un corp serpentiform asemănător cu anghilele, răspândit în fluviile Orinoco și în Amazon. Poate ajunge la o lungime maximă de 2,5 m și o greutate maximă de 20 kg. Înotătoarele pelviene, dorsală și caudală lipsesc; înotătoarele pectorale sunt mici, iar  înotătoarea anală este foarte alungită. Au o respirație dublă, branhială și bucală, care le permite să trăiască în ape slab oxigenate. Peștii adulții se hrănesc cu alți pești și mamifere mici, iar juvenili se hrănesc cu nevertebrate. Țiparul electric este înzestrat cu 3 organe electrice: organul principal, organul lui Hunter și organul lui Sachs. Organul principal și organul lui Hunter produc descărcări puternice, de până la 700 V. Fără să omoare omul și animalele mai mari, curentul electric produs de aceste organe le poate ameți. Animalele mici în schimb cad electrocutate, ca și când ar fi lovite de trăsnet. Organul lui Sachs produce impulsuri slabe și este folosit în sondarea electrică a mediului înconjurător și în comunicare.

## Descrierea

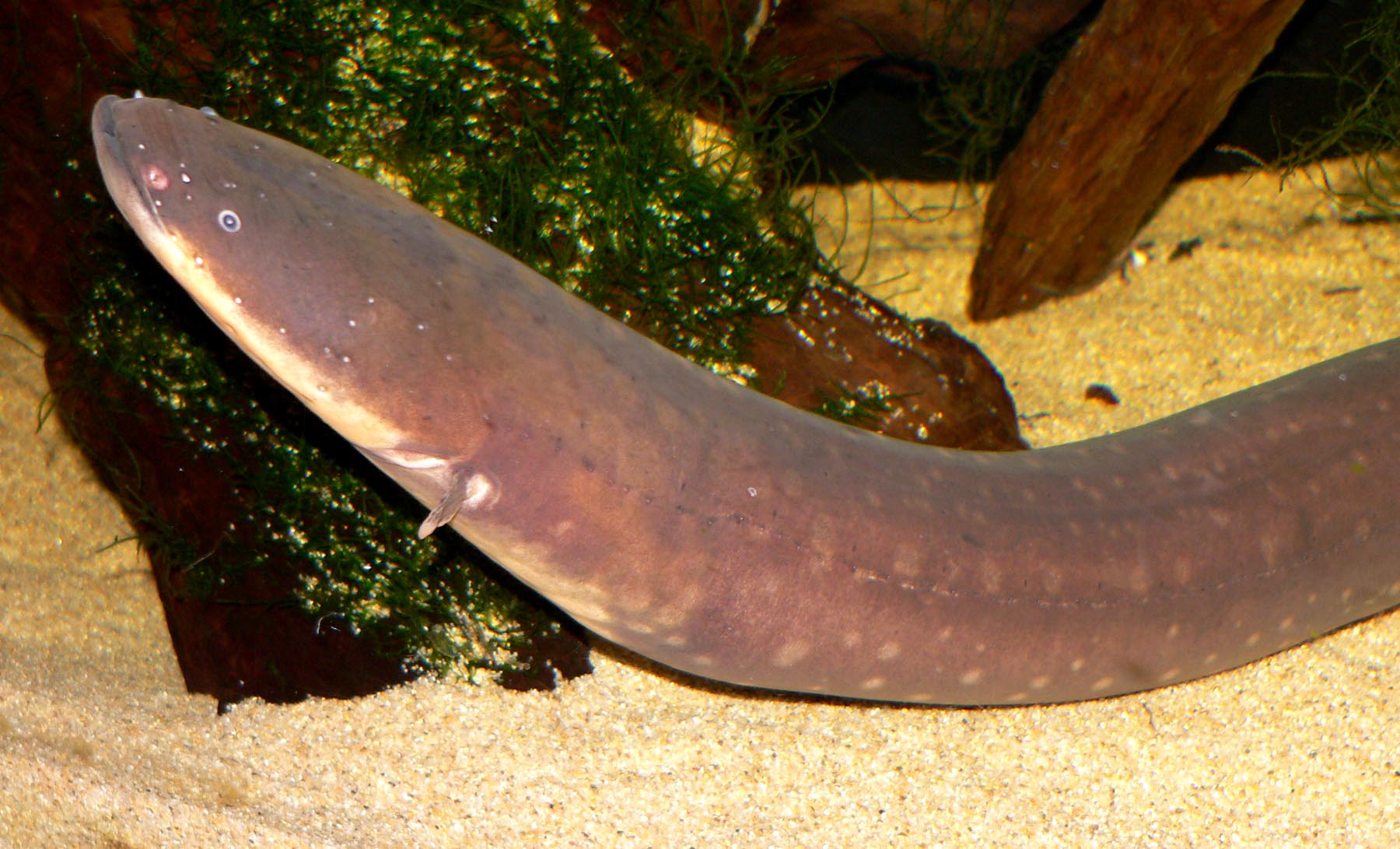
Electrophorus electricus

Țiparul electric este cea mai mare specie din ordinul gimnotiformelor, și poate ajunge la o lungime maximală de 2,5 m și o greutate maximală de 20 kg.
În pofida numelui său, țiparul electric nu este o anghilă (țipar) adevărată, el este de fapt un pește ostariofiz (Ostariophysi), înrudit cu caracidele (Characidae), care includ piraia și neonul, dar are o asemănare fizică mare cu anghilele adevărate.
Are un corp serpentiform (în formă de șarpe), alungit și cilindric (rotunjit), golaș, fără solzi. Capul este ușor turtit. Gură mare are un rând de dinți conici pe fiecare falcă. Ochii sunt mici. Pielea groasă și vâscoasă acoperă întregul corp și este folosită ca un strat protector, care protejează corpul de propriul curent electric produs.
Înotătoarele dorsale și ventrale (pelviene) întotdeauna lipsesc. Le lipsește și înotătoarea caudală. Familia gimnotide (Gymnotidae) din care face parte țiparul electric, în greacă are sensul de "spate gol" (gymn = gol + notus = spate), adică  fără înotătoare dorsală. Înotătoarele pectorale sunt mici. Înotătoarea anală foarte alungită se întinde de la vârful cozii până la regiunea jugulară (aproape de origine înotătoarei pectorale) și se mișcă ondulatoriu, fiind folosită ca mijloc de locomoție.
Cavitatea abdominală este foarte mult redusă și organele vitale (aparatul digestiv, respirator și circulator) se află în partea anterioară a corpului și constituie doar aproximativ 20% din lungimea peștelui. Anusul este deplasat sub cap, adesea în apropierea gurii.
Partea posterioară a corpului conține trei perechi de organe electrice (organul principal, organul lui Hunter și organul lui Sachs). Coada (partea corpului aflată posterior de cavitatea abdominală) constituie aproximativ patru cincimi din lungimea totală a peștelui.
Dimorfismul sexual absent

## Colorația
Țiparul electric are o culoare uniformă închisă, măslinie care variază de la cenușiu la brun sau negru. Partea ventrală anterioară (sub cap și gât) este gălbuie sau portocalie.

## Longevitatea
Durata de viață a țiparului electric în sălbăticie este necunoscută. Masculii în captivitate (în acvarii) trăiesc 10-15 ani, iar femelele 12-22 de ani.

## Distribuția geografică
Țiparul electric este răspândit în regiunile tropicale din nordul Americii de Sud:  râurile din Guiane,  bazinul Orinocului și în partea mijlocie și inferioară a bazinului Amazonului (Venezuela, Surinam, Peru, Guiana, Guiana Franceză și Brazilia).

## Habitatul

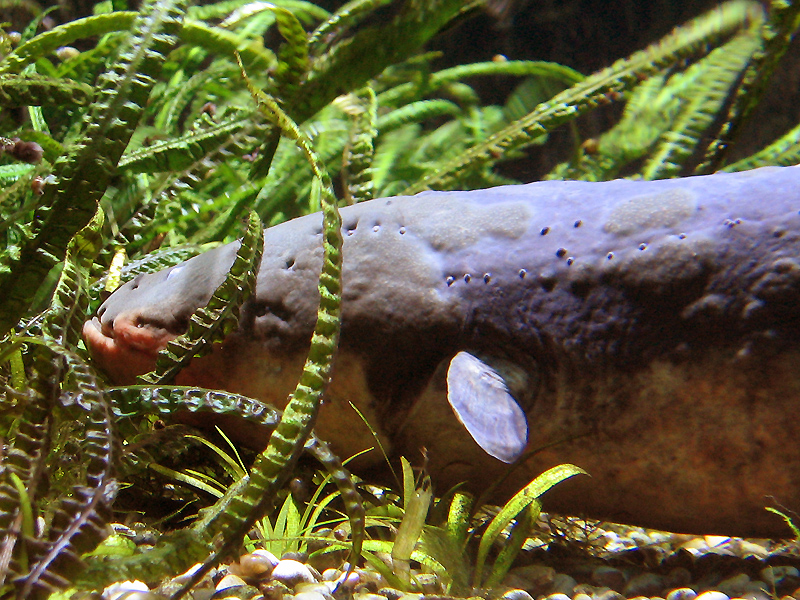
Țiparul electric pe fundul apei

Țiparul electric este un pește tropical de apă dulce, bentopelagic. Trăiește în apele lente, pe funduri mâloase ale râurilor, pâraielor, bălților, lacurilor și mlaștinilor. Preferă zonele foarte umbrite, în care apa are o temperatură de 23°-28 °C, pH  de 5,5-7,5 și o duritate de 2-20° grade germane. Reprezintă peste 70 la sută din biomasa de pește din varzea (pădurile inundate din Amazonia).

## Comportamentul
Țiparul electric este un animal nocturn, care trăiește în mâlul din apele întunecate, unde el se poate baza numai pe organele electrice pentru detectarea prăzii și ocolirea obstacolelor. Se ascunde în timpul zilei în adăposturi sau în găuri. Este, uneori, gregar.
Se deplasează încet înainte sau înapoi, prin ondularea înotătoarei anale, menținând în mod obișnuit corpul rigid.

## Respirația
Țiparul electric are o respirație dublă, branhială și bucală.  Branhiile sunt vestigiale și sunt folosite mai mult pentru a elimina bioxidul de carbon, mai puțin pentru absorbția oxigenului. El respiră în mod obligatoriu aer atmosferic prin aparatul respirator accesoriu bucal. Până la 80% din oxigen este luat din bula de aer care se află în gura sa bogat vascularizată. Peștele se ridica la suprafață apei la fiecare câteva minute ca să înghită aer, reînnoind bula de aer. Respirație bucală îi permite să trăiască în ape slab oxigenate.

## Hrana
Țiparul electric este în mare parte piscivor (se hrănesc cu pesti). Adulții se hrănesc cu pești mai mici, amfibieni și alte mamifere mici, mănâncă și fructe căzute, ajutând astfel la răspândirea semințelor prin defecare. Juvenilii se hrănesc cu nevertebrate mici: viermi, crustacee, insecte și larve de insecte. Alevinii se hrănesc inițial cu icrele depuse mai târziu, apoi își schimba hrana și mănâncă larvele insectelor; când ajung la aproximativ 10 cm devin piscivori. Țiparul electric este unul dintre principalii răpitori acvatici din apele puțin adânci și repezi din pădurile inundate din Amazonia cunoscute sub numele de varzea.
Pentru a localiza prada țiparul electric folosește organul electric cu descărcări slabe (organul lui Sachs). Odată ce prada este găsită anghila electrică utilizează un curent electric mult mai puternic pentru a o paraliza, generat de organul principal și organul lui Hunters. Șocul electric în sine nu ucide prada, doar o paralizează. Deoarece țiparul electric nu are dinți maxilari, este dificil pentru el să mănânce un pește care se zbate. Cu toate acestea, în moment ce prada este imobilizată de șocul electric, țiparul electric deschide gura pentru a crea o aspirație, care îi permite să mănânce prada cu ușurință.

## Reproducerea
Țiparul electric nu se reproduce în acvariu. În natură reproducerea are loc în timpul sezonului uscat. Icrele sunt depuse într-un cuib bine ascuns făcut din salivă,  construit de mascul. În medie sunt depuse simultan 1200 de icre. Femela depune icrele fracționat, în mai multe reprize și poate depune până la 17000 icre în timpul unui sezon. Alevinii eclozează (ies din icre) după 7 zile. Masculul apără cuibul și alevinii până când ei ajung la aproximativ 10 cm.

## Starea de conservare
Țiparul electric figurează ca specie neamenințată (LC) pe listă roșie a IUCN. Este comun în arealul lui, dar în densități mici.

## Importanța economică
Țiparul electric are o importanța economică redusă. El este consumat uneori de către localnicii din bazinul Amazonului, totuși el este evitat din cauza șocurilor electrice care pot fi emise până la opt ore după moartea lui.
Deși nu are nici o importanța economică, țiparul electric a fost pentru mai mulți ani o sursă constantă în studiile experimentale ale fenomenelor bioelectrice. Din peștii electrici, Electrophorus electricus este specia cea mai bine documentată.
Exemplarele mici sunt prinse și comercializate ca pești pentru acvariilor publice.
Țiparul electric poate fi foarte periculos pentru om, din cauza potențialului lui electric puternic. El poate să producă o tensiune suficientă pentru a răni grav omul și alte animale. Se citează cazuri când descărcarea electrică dată de țiparul electric trântește la pământ și un cal.

## Creșterea în acvarii
Este nevoie de un acvariu de 1000 de litri și de o plantație robustă. Țiparul electric este un animal nocturn și prin urmare acvariul nu ar trebui să fie prea luminat. Solul va fi compus din nisip grosier. Ar trebui să fie aranjat un decor din rădăcini, pietre care vor servi ca ascunzișuri. Țiparul electric nu se reproduce în acvariu. Pot trăi în acvarii mai mult de 20 de ani.